# Valdezate
Valdezate es un municipio y localidad de España, en la provincia de Burgos, comunidad autónoma de Castilla y León, comarca de La Ribera, partido judicial de Aranda. Es muy probable que deba su nombre a un repoblador conocido con el nombre de Zate que tal vez fundó un documentado Ozate, que Gonzalo Martínez Díez sitúa en la Comunidad de Villa y Tierra de Roa, desde donde algunos de sus pobladores se trasladaron al actual Valdezate. Nada de esto, a ningún efecto, está testimoniado.

## Geografía
Integrado en la comarca de Ribera del Duero, se sitúa a a 104 Kilómetros de Burgos. El término municipal está atravesado por la carretera nacional N-122, entre los pK 290 y 292, además de por carreteras provinciales que conectan con Roa (BU-123) y Valtiendas (BU-210). El relieve del municipio está definido por el páramo de Corcos al sur y el descenso progresivo a la ribera del Duero por el norte. La altitud oscila entre los 940 metros al sur y los 790 metros al norte, a orillas de un arroyo. El pueblo se alza a 837 metros sobre el nivel del mar.
| Noroeste: Nava de Roa                  | Norte: Haza (exclave)             | Noreste: Fuentelisendo  |
| Oeste: Nava de Roa                     |                                   | Este: Haza (exclave)    |
| Suroeste: Cuevas de Provanco (Segovia) | Sur: Cuevas de Provanco (Segovia) | Sureste: Haza (exclave) |

## Historia
A razón de la repoblación dada al final del período altomedieval en la cuenca del río Duero, se comienzan a instaurar diferentes modos de organización administrativa, siendo uno de ellos el de las Comunidades de Villa y Tierra, estando testimoniado que la aldea de Valdezate perteneció a la Comunidad de Villa y Tierra de Haza o Aza, vinculada desde los primeros tiempos a distintos señores de la Casa de Lara, pasando después a manos de la Casa de Avellaneda y por último a los Condes de Miranda. 
En un documento notarial de octubre de 1582, traslado de un requerimiento hecho por Martín de Requejo, vecino y tercero del lugar a los regidores del mismo lugar Pedro Llorente, Blas Martínez y Martín Cohorcos,  aparece este lugar nombrado como Valdeçate.   
El 10 de septiembre de 1674, la reina regente Mariana de Austria en nombre de su hijo Carlos II, firmaba en Madrid el Privilegio de exención del Lugar de Valdezate con el consentimiento del entonces Conde de Miranda Fernando de Zúñiga y Bazán y Avellaneda, por el que la hasta entonces aldea de Valdezate pasó a convertirse en Villa, dejando de pertenecer al mayorazgo de los Condes de Miranda previo pago de 696 000 maravedís, alcanzando de este modo su independencia jurídica. Este privilegio constituye uno de los documentos más importantes del siglo XVII que conserva en la actualidad este municipio en su archivo.
A la caída del antiguo régimen queda constituida como ayuntamiento constitucional del mismo nombre en el partido de Roa, región de Castilla la Vieja, que en el censo de la matrícula catastral contaba con 116 hogares y 466 vecinos.

### SigloXIX
Así se describe a Valdezate en la página 298 del tomo XV del Diccionario geográfico-estadístico-histórico de España y sus posesiones de Ultramar, obra impulsada por Pascual Madoz a mediados del siglo XIX:

VALDEZATE

Villa con ayuntamiento en la provincia, audiencia territorial, capitanía general de Burgos (14 leguas), partido judicial de Roa (1 1/2), diócesis de Osma (11).
Situada en un pequeño y pantanoso valle, con buena ventilación y clima templado, pero propenso a fiebres intermitentes.
Tiene 110 casas; escuela de instrucción primaria; una iglesia parroquial (La Asunción) servida por un cura párroco de provisión de la cámara y el ordinario, según los meses en que vaca; contiguo a ella está el cementerio; también hay una ermita dedicada a San Roque con culto público.
El término confina N Fuentelisendro; E el despoblado de Corcos y Cuevas de Pedro Bañes; S el mismo despoblado, y O Nava de Roa.
El terreno, aunque llano, participa de algunos cerros y páramos; carece de monte, pero abunda de arbolado de olmos y frutales; le baña en parte un arroyo, cuyo caudal se aumenta con algunos manantiales del término.
Los caminos son locales, excepto dos que conducen de Aragón a Valladolid, y de Segovia a Burgos.
Producciones: cereales, legumbres, cáñamo, vino y miel; cría ganado y caza de varias especies.
Población: 116 vecinos, 466 almas.

Capital productivo: 992.200 reales. Imponible: 99.733. Contribución: 14.210 reales 27 maravedíes.

## Demografía
Valdezate cuenta con una población de 122 habitantes (INE 2024).
| Gráfica de evolución demográfica de Valdezate entre 1842 y 2021                                                     |
| |
| Población de derecho según los censos de población del INE Población de hecho según los censos de población del INE |

| 1631 | 1900 |  | 1930 |  | 1991 |  | 1996 |  | 2001 |  | 2004 |  | 2018 |  | 2020 |
| ---- | ---- |  | ---- |  | ---- |  | ---- |  | ---- |  | ---- |  | ---- |  | ---- |
| 48   | 889  |  | 775  |  | 242  |  | 210  |  | 183  |  | 179  |  | 136  |  | 134  |

## Cultura

### Fiestas

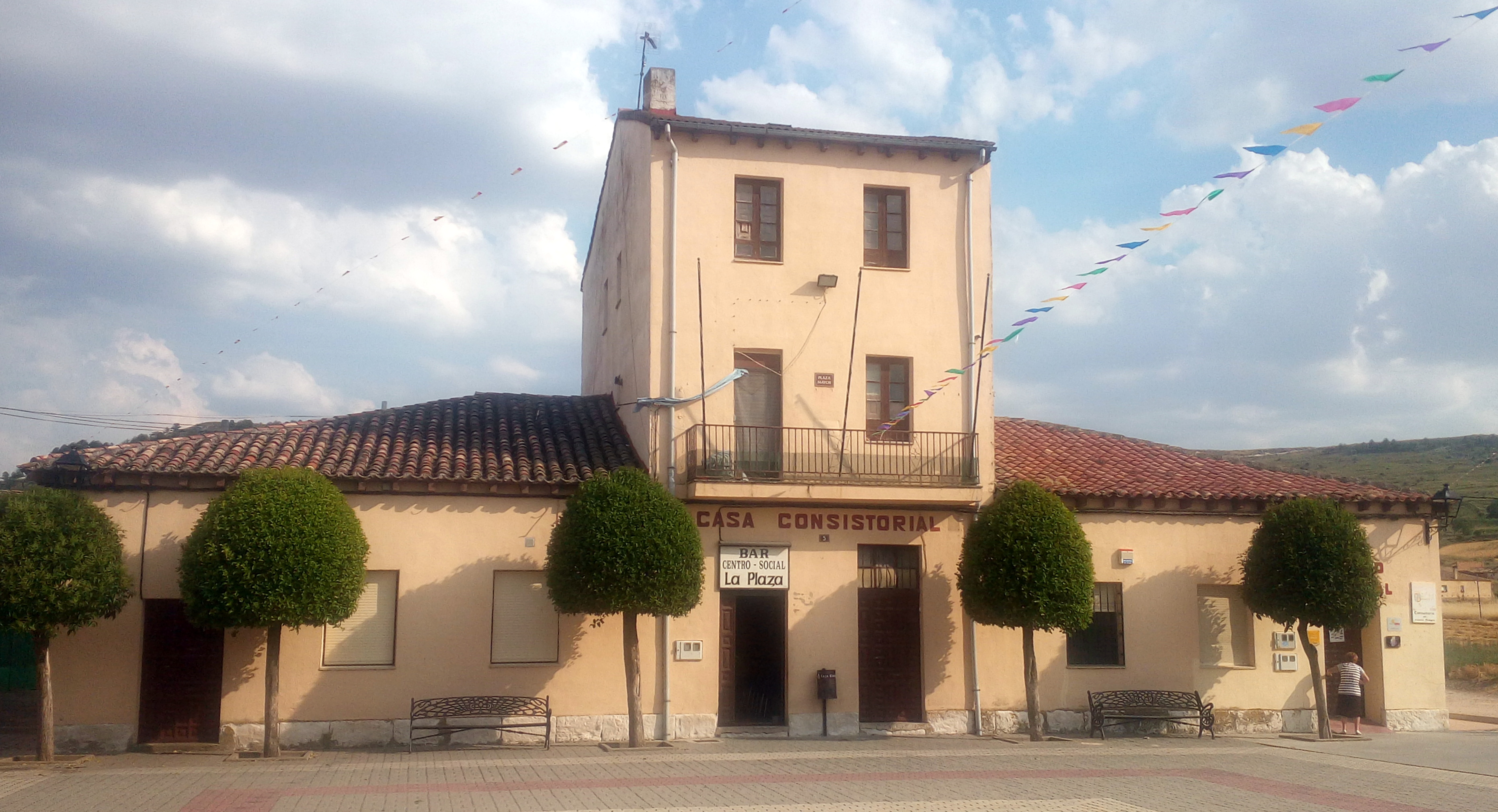
Casa consistorial

- San Antonio de Padua, 13 de junio
- San Roque, 16 de agosto

### Gastronomía y tradiciones
En Valdezate existía la tradición equina de la corrida de gallos, al igual que la tradición de la producción artesanal del vino, en un entramado de bodegas subterráneas que existen en el pueblo. Aún hoy en día, muchas familias del municipio la conservan. 